# Schrankia anatolica
Schrankia anatolica är en fjärilsart som beskrevs av Leo Schwingenschuss 1938. Schrankia anatolica ingår i släktet Schrankia och familjen nattflyn. Inga underarter finns listade.